# Libero Corso Bovio
Libero Corso Bovio (Milano, 5 maggio 1948 – Milano, 9 luglio 2007) è stato un avvocato italiano, conosciuto anche semplicemente come Corso Bovio e discendente di una famiglia di avvocati e giuristi napoletani, fu docente di giurisprudenza, avvocato di una serie di nomi eccellenti dell'imprenditoria italiana e delle maggiori case editrici italiane. Era nipote del poeta e musicista Libero Bovio e  pronipote del filosofo Giovanni Bovio.

## Biografia
Libero Corso Bovio nacque a Milano il 5 maggio 1948. Suo padre era Giovanni Bovio, uno dei maggiori avvocati milanesi, morto negli anni '70. Suo nonno era il poeta e musicista Libero Bovio (1883-1942), mentre il bisnonno era il filosofo Giovanni Bovio (1837-1903). Tra i suoi antenati si annovera anche Francesco Maria Bovio (ca. 1750 - 1830), avvocato e professore di lettere e diritto presso l'antica Università degli Studi di Altamura, che partecipò attivamente ai moti rivoluzionari della Repubblica Partenopea del 1799 e alla coeva Rivoluzione altamurana.

## Carriera
Corso Bovio si laureò in giurisprudenza nel 1971 a 24 anni con 110 e lode presso l'Università statale di Milano. Si iscrisse all'albo dei giornalisti nel 1970, divenne avvocato cassazionista nel 1981, specializzò il suo studio in diritto all'informazione e diritto penale. Ebbe come clienti una serie di nomi diventati famosi per vari motivi: l'ex ministro della Sanità Girolamo Sirchia, Paolo Berlusconi, Marcello Dell'Utri e uno dei cosiddetti "furbetti del quartierino", Stefano Ricucci. Si occupò tra l'altro della "scalata" dell’Antonveneta, del colosso della Fiat nel settore delle costruzioni, l'Impregilo, del fallimento del  mobilificio Aiazzone e della corruzione di un giudice a Prato. Fu, scrisse il Corriere, "uno dei pochi avvocati penalisti per i quali l'espressione «principe del foro» non fosse inflazionata smanceria".
Fu avvocato delle maggiori case editrici italiane, tra le quali RCS MediaGroup, il Sole 24 Ore e la Società San Paolo. Tenne corsi presso l'IFG (Istituto di formazione del giornalismo) dell'Ordine dei Giornalisti di Milano e alla scuola di giornalismo dell'Università di Urbino. Collaborò inoltre con l'Università Bocconi per seminari di procedura penale,  in qualità di giornalista iscritto all'albo, collaborò attivamente con molte testate giornalistiche, tra cui il Corriere della Sera e settimanali come Famiglia Cristiana (vi teneva la rubrica "Il Legale") e Oggi. Luigi Boneschi, altro avvocato illustre, scrisse che i suoi articoli erano "ironici e divertenti, in punta di penna; prendendo spunto da un avvenimento qualunque lo portavano a toccare argomenti seri in modo non tradizionale, un po’ irriguardoso, che solo un avvocato affermato e molto bravo, oltre che colto, può permettersi". Boneschi ricordò anche "una «battaglia» condotta insieme (e persa, perché troppo «giusta», seria, semplice per essere vincente in Italia: troppi gli egoismi di categoria, troppe le difficoltà pratiche). Quella sul «Giurì per la lealtà dell’informazione» proposto dalla Fondazione Calamandrei, dall’Istituto per la formazione al giornalismo di Milano e dal Circolo della Stampa, ma la cui idea appartiene tutta intera a Corso".

### La morte
Il giorno 9 luglio 2007, Corso Bovio era tornato da un viaggio di lavoro a Prato intorno alle 14. Aveva consegnato al suo assistente una lettera da consegnare alla moglie (in realtà la busta conteneva, chiarì il Corriere, "solo pochi oggetti personali e denaro per le spese spicciole dello studio") e si era chiuso nel suo ufficio, situato in via Podgora 13, a pochi passi dal Palazzo di Giustizia. Poco dopo i suoi collaboratori sentirono uno sparo (in un primo tempo il colpo fu scambiato in studio con il rumore di un grosso faldone di atti caduto a terra), e l'avvocato fu trovato morto all'interno della sua stanza. Le circostanze portarono gli inquirenti, già dall'inizio, a considerare preferenziale la pista del suicidio, avvenuto tramite un proiettile in bocca con una 357 Magnum che l'avvocato teneva nella sua cassaforte.
Alcuni parenti, conoscenti e colleghi rimasero increduli di fronte al fatto, non potendosi spiegare il gesto. Nei giorni successivi alla sua morte su alcuni siti web circolarono notizie, forse infondate, che mettevano in dubbio il suicidio, definito "oscuro".

## Vita privata
Era sposato con l'avvocatessa Rita Percile.

## Incarichi ricoperti
- Consigliere Nazionale dell'Ordine dei Giornalisti
- Membro della Federazione Nazionale della Stampa
- Membro del Consiglio direttivo dell'Associazione Lombarda Giornalisti
- Presidente del Circolo della Stampa (1990-1995)
- Presidente della Fondazione Amici Circolo della Stampa di Milano (2004-2007)[3]

## Opere
La produzione giuridica di Bovio è copiosa ma di difficile ricostruzione perché fatta soprattutto di articoli per riviste e giornali.
- Ordine Nazionale dei Giornalisti, Studiare da giornalista: Diritto e informazione, a cura di Libero Corso Bovio.[3]
- Articoli vari su riviste giuridiche, principalmente relative al diritto all'informazione.